# فیلیپ آدامز
فیلیپ آدامز (انگلیسی: Philippe Adams؛ زادهٔ ۱۹ نوامبر ۱۹۶۹ در موکرون) رانندهٔ مسابقات اتومبیل‌رانی اهل بلژیک است. او در دو گراند پری از مسابقات جهانی فرمول یک شرکت کرد اما موفق به کسب هیچ امتیازی نشد.

## نتایج کامل در فرمول یک
(کلید)
| سال  | شرکت‌کننده | شاسی      | موتور           | ۱     | ۲      | ۳          | ۴      | ۵       | ۶      | ۷      | ۸        | ۹     | ۱۰       | ۱۱       | ۱۲      | ۱۳        | ۱۴    | ۱۵   | ۱۶       | ق.ر. | امتیاز |
| ---- | --------- | --------- | --------------- | ----- | ------ | ---------- | ------ | ------- | ------ | ------ | -------- | ----- | -------- | -------- | ------- | --------- | ----- | ---- | -------- | ---- | ------ |
| ۱۹۹۴ | تیم لوتوس | لوتوس ۱۰۹ | موگن-هوندا وی۱۰ | برزیل | پسیفیک | سان مارینو | موناکو | اسپانیا | کانادا | فرانسه | بریتانیا | آلمان | مجارستان | بلژیک ب. | ایتالیا | پرتغال ۱۶ | اروپا | ژاپن | استرالیا | ر.ن. | ۰      |